# Bornhagen
Bornhagen – miejscowość i gmina w Niemczech, w kraju związkowym Turyngia, w powiecie Eichsfeld, wchodzi w skład wspólnoty administracyjnej Hanstein-Rusteberg.

## Galeria

Bornhagen
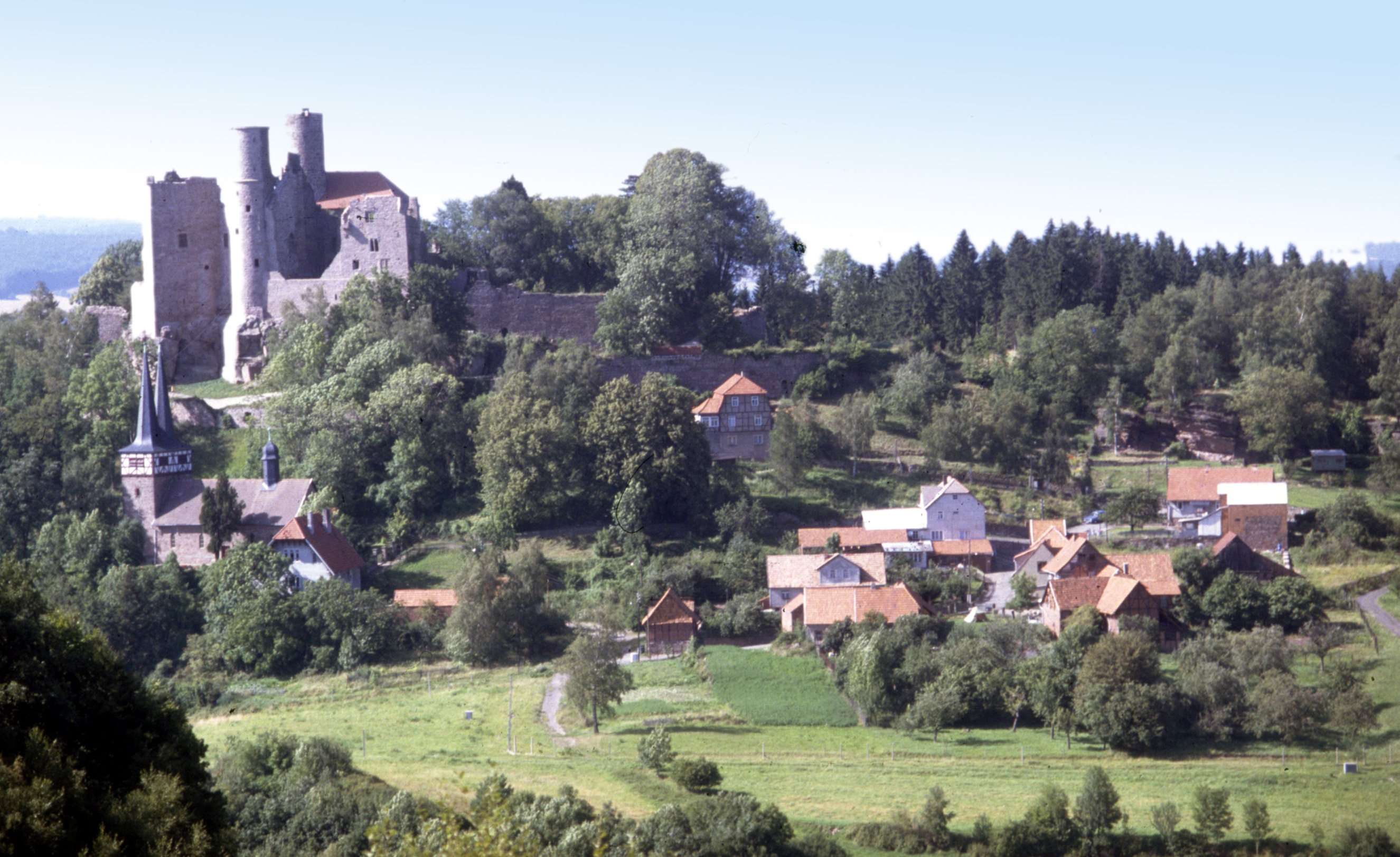
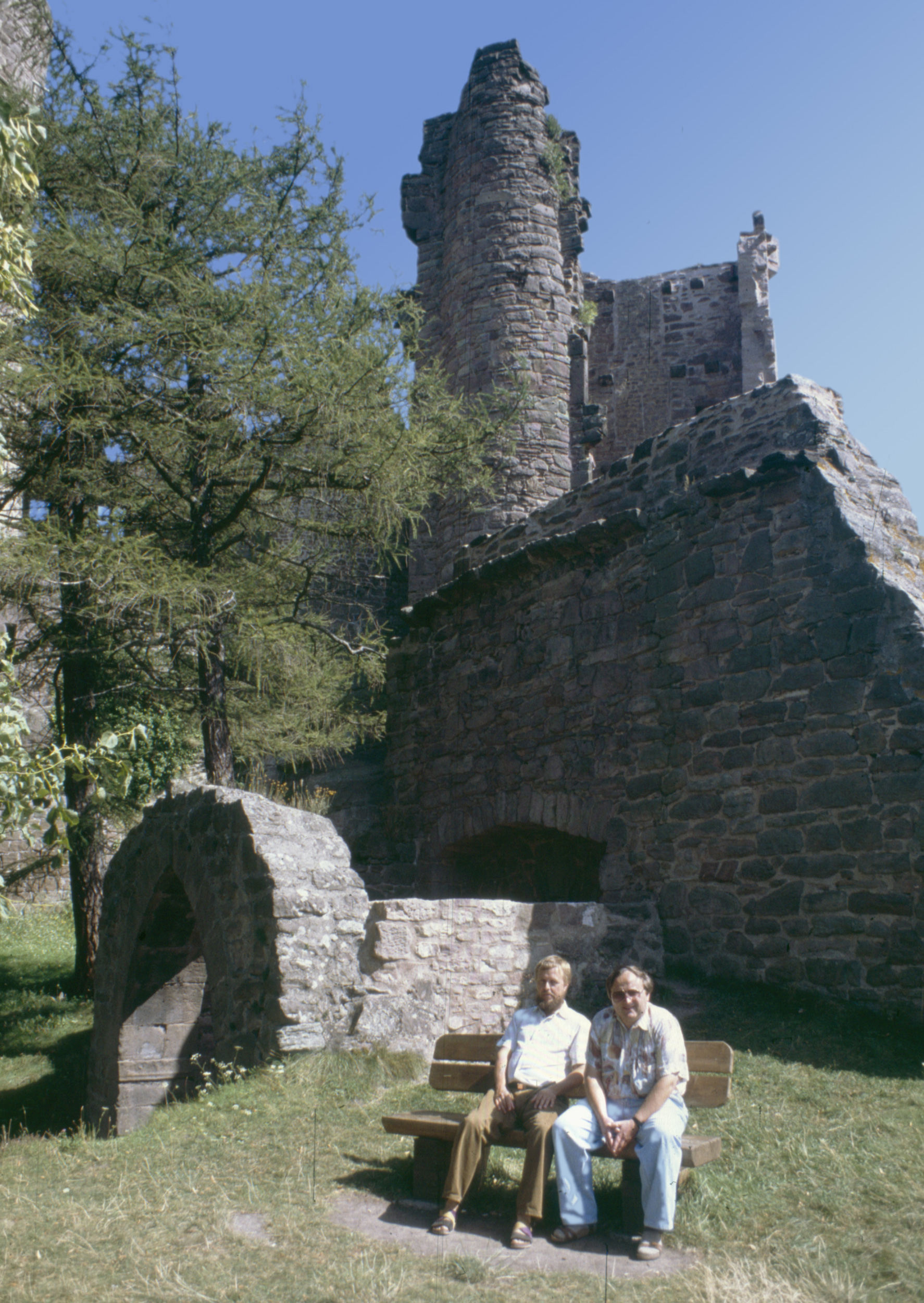
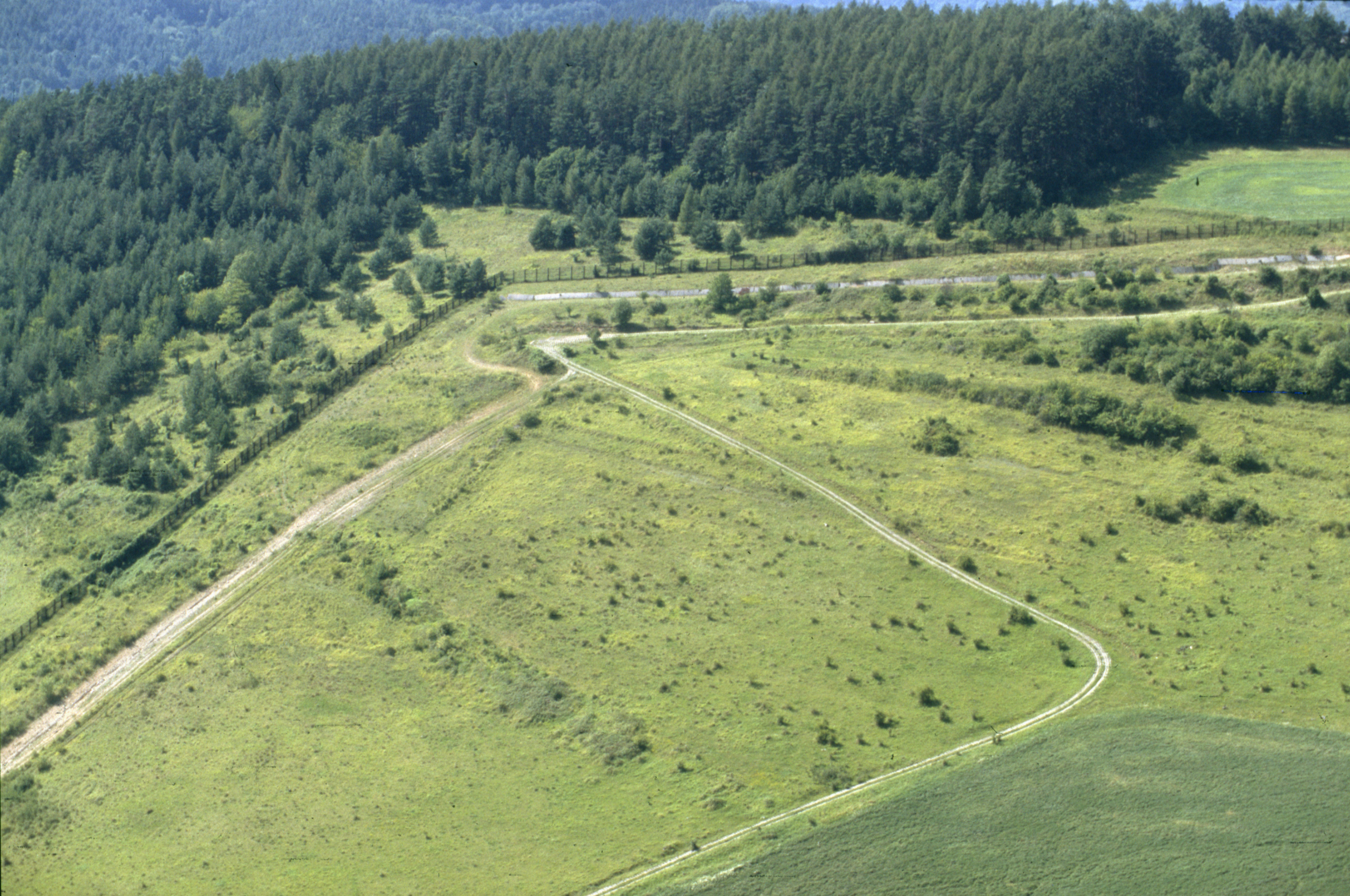
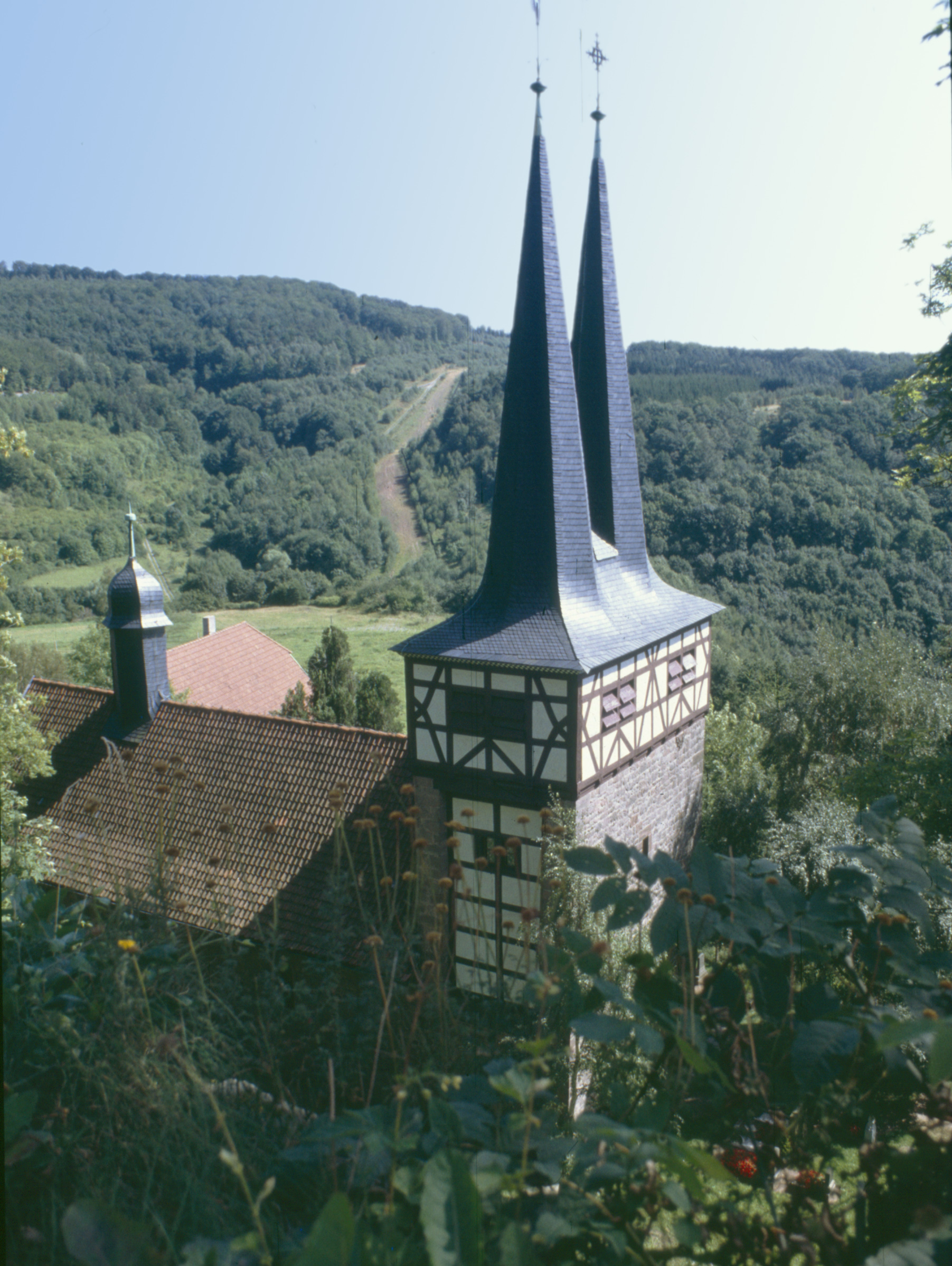
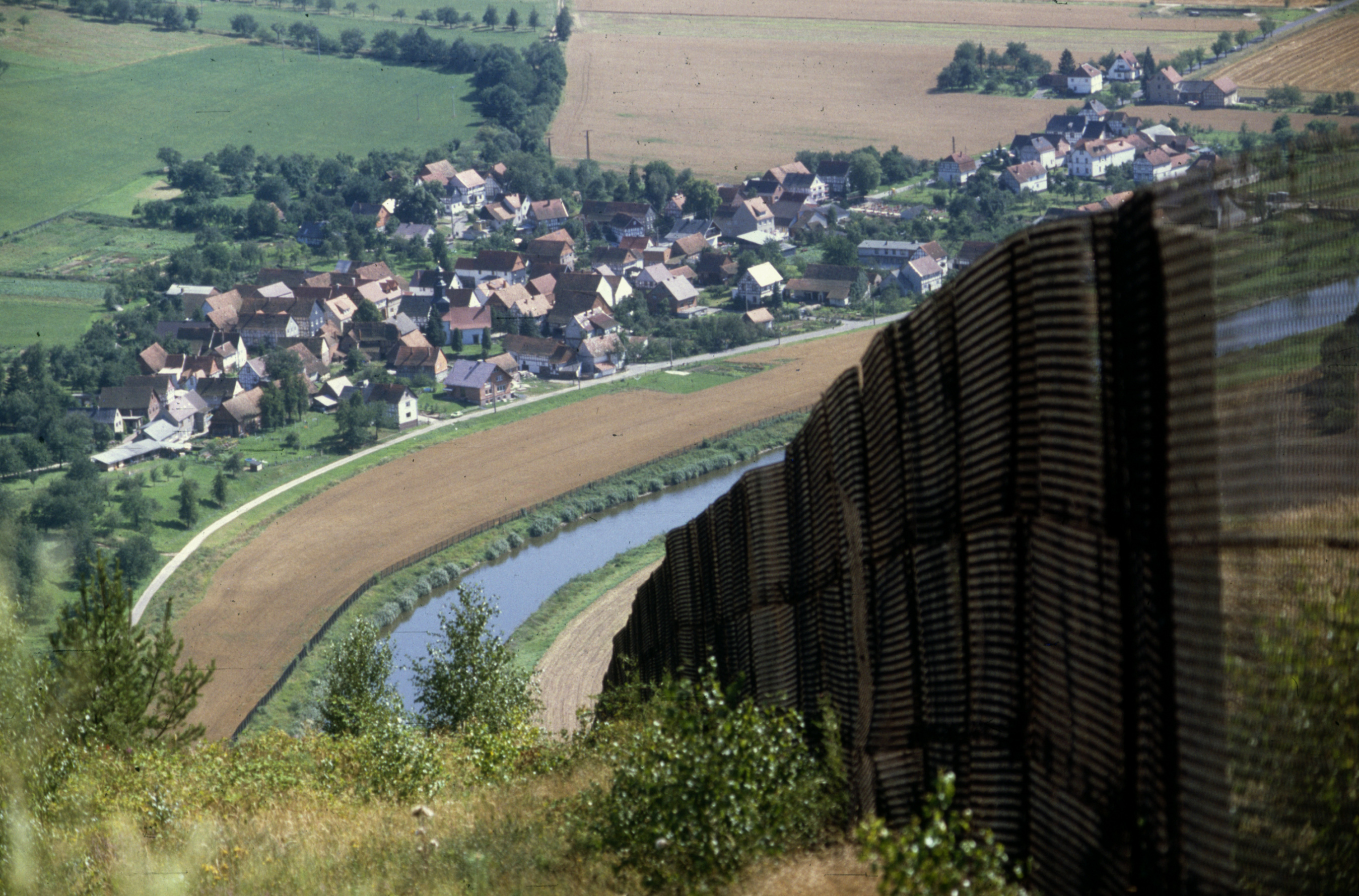
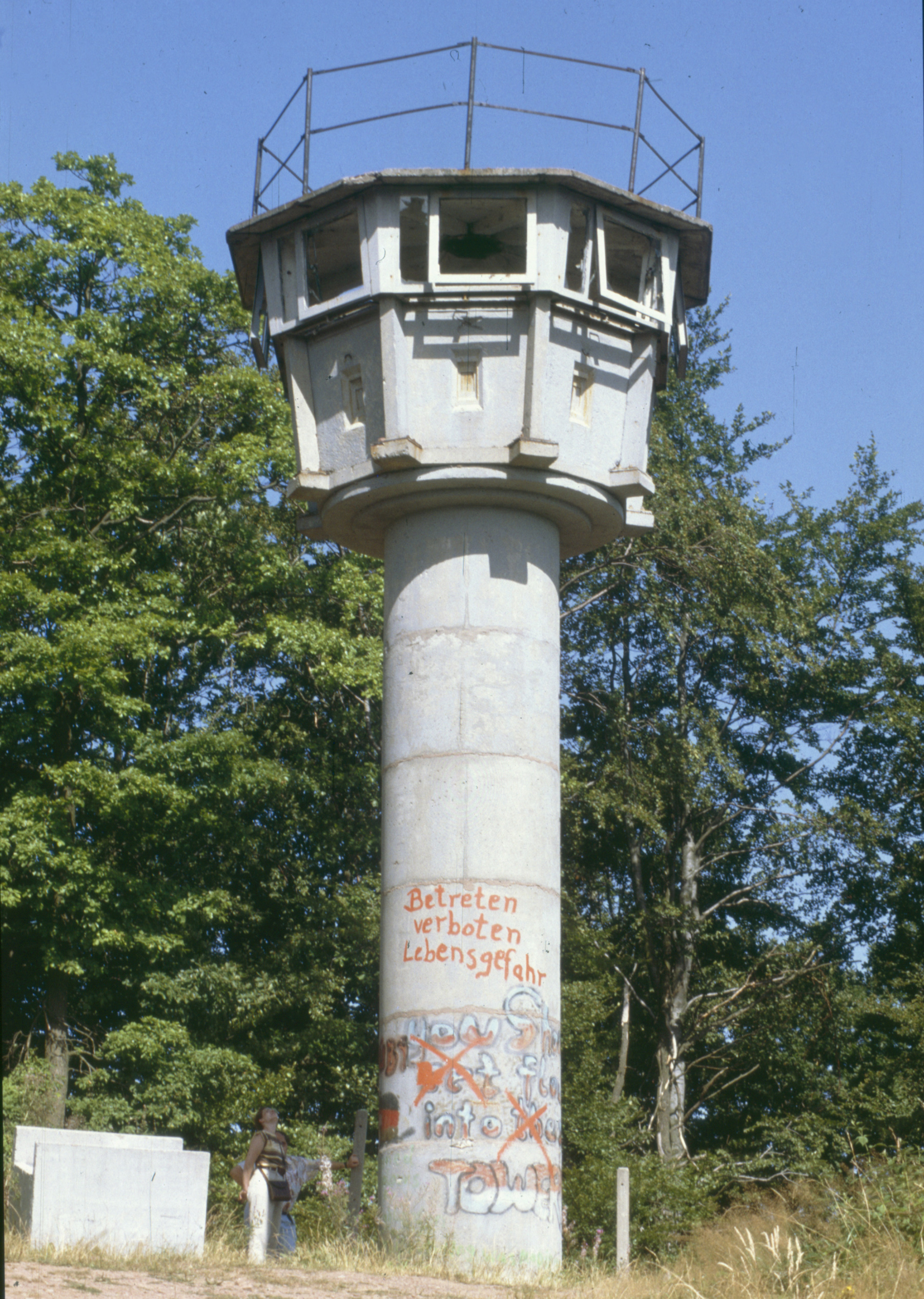
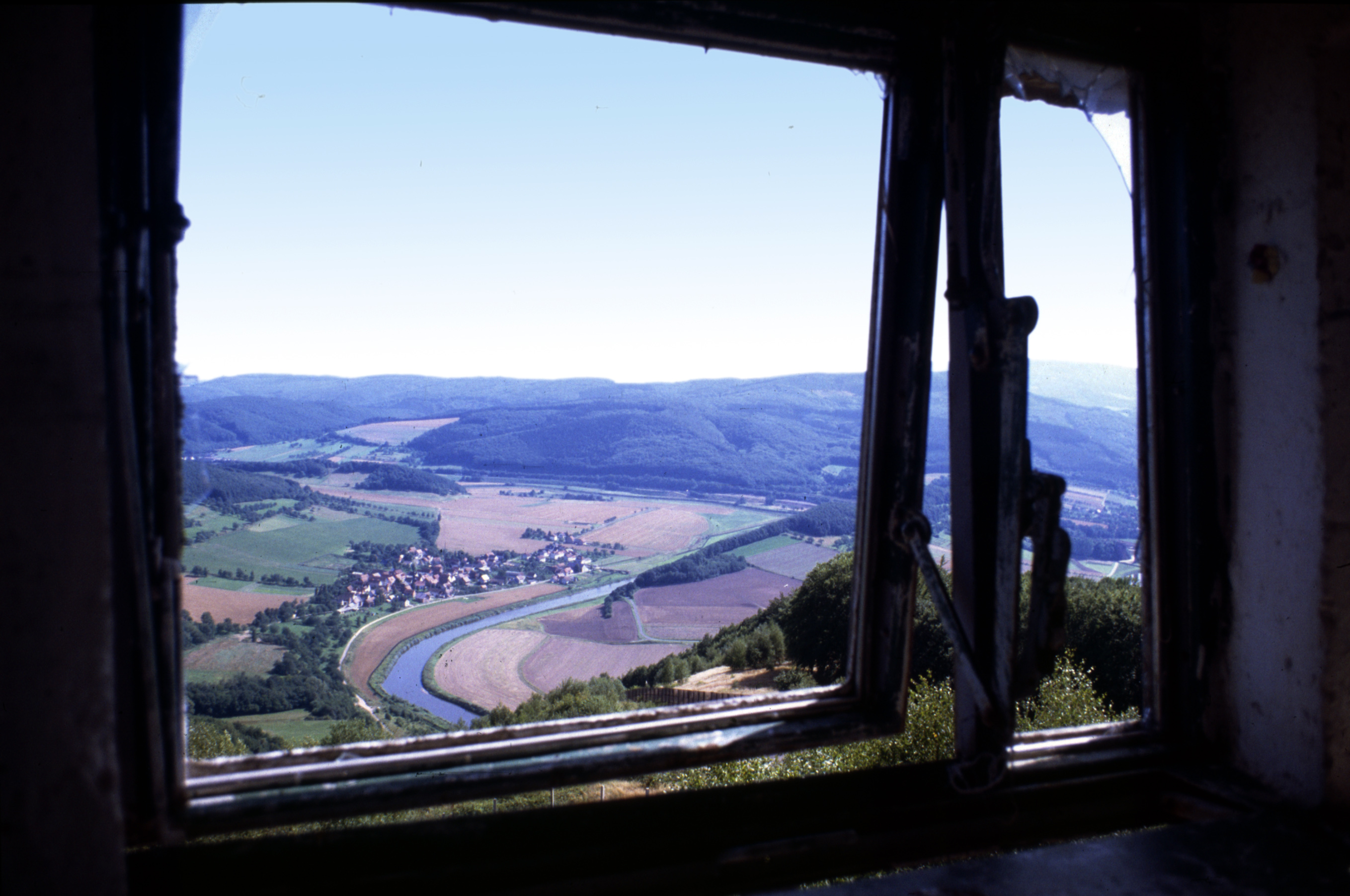
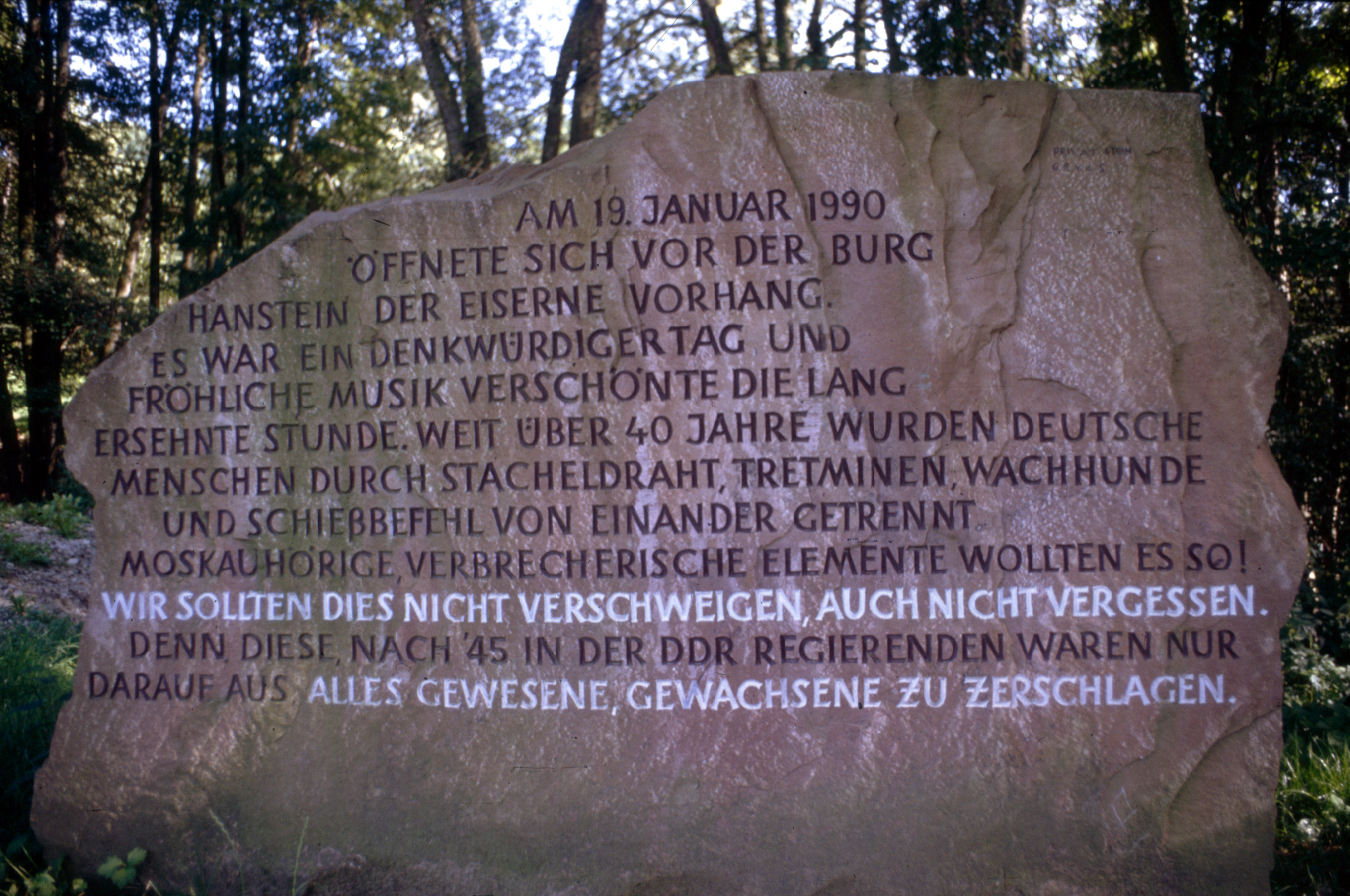